# Kelottijärvi
Kelottijärvi (finska) eller Gelotjávri (nordsamiska) är en sjö på gränsen mellan Kiruna kommun i Svenska Lappland och Enontekis kommun i Finland. Omkring 2,2 km² av sjön ligger i Finland. Sjön ingår i Torneälvens huvudavrinningsområde. Den har en area på 7,74 kvadratkilometer och ligger 371,9 meter över havet. Kelottijärvi ligger i Torne och Kalix älvsystem Natura 2000-område. Sjön avvattnas av vattendraget Muonioälven (Njärrejåkkå).

## Delavrinningsområde
Kelottijärvi ingår i det delavrinningsområde (761585-175262) som SMHI kallar för Utloppet av Kelottijärvi. Medelhöjden är 414 meter över havet och ytan är 45,62 kvadratkilometer. Räknas de 116 avrinningsområdena uppströms in blir den ackumulerade arean 2 420,3 kvadratkilometer. Muonioälven (Njärrejåkkå) som avvattnar avrinningsområdet har biflödesordning 2, vilket innebär att vattnet flödar genom totalt 2 vattendrag innan det når havet efter 447 kilometer. Avrinningsområdet består mestadels av skog (44 procent), sankmarker (18 procent) och kalfjäll (18 procent). Avrinningsområdet har 8,87 kvadratkilometer vattenytor vilket ger det en sjöprocent på 19,4 procent.